# Marion Dufresne (Schiff, 1995)
Die Marion Dufresne ist ein französisches Forschungs- und Versorgungsschiff. Sie ist nach dem französischen Entdecker Marc-Joseph Marion du Fresne (1724–1772) benannt und dient der Versorgung der französischen Süd- und Antarktisgebiete (TAAF) sowie der Meeresforschung. Sie ersetzte 1995 ein gleichnamiges Schiff mit gleicher Funktion.

## Allgemeines
Das Schiff wird seit 2017 von Louis Dreyfus Armateurs betrieben, nachdem zuvor CMA CGM für den Schiffsbetrieb zuständig war. Das Schiff steht der TAAF und dem französischen Polarinstitut Paul Emile Victor (IPEV) zur Verfügung. 120 Tage im Jahr muss es der Versorgung der Stationen auf den Inseln Kerguelen, Crozet, Amsterdam und den Îles Éparses zur Verfügung stehen, in der restlichen Zeit wird es als Forschungsschiff genutzt. Die Marion Dufresne ist auf der Insel Réunion stationiert.
Das Schiff ist den rauen Wetterbedingungen der südlichen Meere (Roaring Forties) angepasst und hat eine hervorragende Stabilität in schwerer See. Durch die Zweitrolle als Versorger ist es für ein Forschungsschiff ungewöhnlich groß und kann daher eine große Anzahl an Wissenschaftlern an Bord nehmen und lange auf See bleiben.
Am 7. Dezember 2016 rettete die Marion Dufresne den Einhandsegler Kito de Pavant, der mit seiner IMOCA 60 im Rahmen der Vendée Globe unterwegs war. Dessen Boot hatte infolge einer Kollision mit einem Pottwal einen Kielbruch erlitten und befand sich 110 nautische Meilen nördlich der Crozetinseln in Seenot.

## Technische Daten und Ausstattung
Der Antrieb des Schiffes erfolgt dieselelektrisch. Die Stromerzeugung für die Antriebsmotoren erfolgt durch zwei Achtzylinder-Viertakt-Dieselmotoren. Die Motoren treiben zwei Generatoren mit einer Leistung von 2880 kW (3600 kVA Scheinleistung) sowie einen Generator mit einer Leistung von 2400 kW (3000 kVA Scheinleistung) an. Die elektrischen Antriebsmotoren mit jeweils 3000 kW Leistung wirken auf zwei Festpropeller. Weiterhin steht ein Notgenerator mit einer Leistung von 300 kW (375 kVA Scheinleistung) zur Verfügung.

## Film
- Bassas da India. Geschichten eines Atolls. (OT: Le secret du trésor de Bassas da India.) Dokumentarfilm, Frankreich, 2012, 71 Min., Buch und Regie: Karel Prokop, Produktion: arte France, Constance Films, Amip, Erstsendung: 1. Juni 2013 bei arte.[5] Die Marion Dufresne auf der Suche nach dem Wrack der Santiago.